# Celtic League (politica)

Le Nazioni celtiche: Scozia (blu), Irlanda (verde), Isola di Man (rosso), Galles (giallo), Cornovaglia (marrone), Bretagna (viola)

La Celtic League (Lega celtica in italiano) è un'organizzazione politica e culturale presente nelle moderne nazioni celtiche di Irlanda, Scozia, Galles, Bretagna, Cornovaglia e Isola di Man. In particolare è impegnata nella salvaguardia delle lingue celtiche.

## Scopi
Lo scopo fondamentale della Celtic League è di contribuire, come organizzazione internazionale, alle lotte delle Nazioni celtiche per assicurarsi una libertà politica, culturale, sociale ed economica. Questo include:
- "incoraggiare la cooperazione tra i popoli celti";
- "sviluppare la coscienza della speciale relazione e solidarietà tra questi";
- "rendere le nostre lotte nazionali conosciute all'estero";
- "la creazione di un'associazione formale tra le nazioni celtiche una volta che due o più di queste abbiano raggiunto l'auto-governo";
- "promuovere l'uso delle risorse nazionali di ogni stato celtico per il beneficio di tutti i suoi abitanti";
- "ogni nazione celtica è condizionata da una Storia differente e per questo non ci dobbiamo aspettare uniformità di pensiero, ma dobbiamo permettere alle diversità di esprimersi all'interno della Celtic League. In questo modo possiamo riconoscere meglio quelle aree di possibile cooperazione e, infine, formulare una dettagliata politica comune. Così potremo elaborare quel tipo di relazioni tra le nostre comunità che permetterà a queste di raggiungere la libertà, sia a livello individuale che comunitario".

In altre parole, lo scopo della Celtic League è di unificare i vari movimenti indipendentisti di queste regioni. Ci sono però varie posizioni al suo interno: si va da chi organizza incontri con argomenti di carattere generale a chi vuole creare una federazione sulla falsariga del Consiglio Nordico.
La Celtic League sostiene inoltre la riunificazione dell'Irlanda e il ritorno del dipartimento della Loira Atlantica alla Bretagna. Nel corso degli anni ha anche portato avanti, in diversi modi, campagne in supporto delle lingue indigene e per il ritorno di antichi reperti celtici, spesso conservati in musei al di fuori dell'"area celtica".
La Celtic League ha anche approvato una mozione in sostegno degli scopi dell'Independence First, partito che vuole l'indipendenza della Scozia.

## Storia
Fondata nel 1961, la presente Celtic League nacque da varie altre organizzazioni pan-celtiche, in particolare dal Celtic Congress, ma, al contrario di queste, diede maggior peso alla politica. In precedenza il poeta scozzese Hugh MacDiarmid e altri avevano già proposto qualcosa di simile.
Tutto è cominciato al National Eisteddfod (festival culturale gallese) del 1961, tenutosi a Rhosllanerchrugog vicino a Wrexham, nel nord-est del Galles. Due dei membri fondatori furono Gwynfor Evans and J. E. Jones, che erano rispettivamente presidente e segretario generale del Plaid Cymru, un partito indipendentista gallese. Interesse fu inoltre espresso da partiti scozzesi e da due importanti esiliati bretoni, Yann Fouéré e Alan Heusaff.
Nel corso degli anni varie personalità hanno aderito alla Celtic League. Tra queste si possono ricordare l'esponente del Plaid Cymru Gwynfor Evans, Alan Heusaff, lo storico e scrittore Peter Berresford Ellis, lo scrittore Bernard Le Nail e Winnie Ewing dello Scottish National Party.

## Sezioni
Le sezioni più importanti della Celtic League sono sei, una per ogni nazione celtica. Solitamente ci si riferisce a questi territori usando il loro nome celtico originale:
- Bretagna (Breizh)
- Cornovaglia (Kernow)
- Galles (Cymru)
- Irlanda (Éire)
- Isola di Man (Mannin)
- Scozia (Alba)

Ci sono anche una sezione internazionale (International Branch) e altre negli USA e a Londra. Inoltre è presente una sezione anche all'Isola del Capo Bretone in Canada, dove esiste ancora una piccola comunità scozzese che parla il gaelico. Nel 1974 a New York venne creata la sezione americana della Celtic League (Celtic League American Branch (CLAB)).
Sono stati inoltre fatti tentativi, falliti, di creare sezioni della Celtic League in Australia e nella Chubut Valley in Patagonia, dove ci sono colonie di gallesi che parlano l'antico idioma celtico.